# Burgstall Haldenrode
Der Burgstall Haldenrode ist eine abgegangene mittelalterliche Adelsburg, die sich einst auf einem Bergsporn des Oberen Kulmberges über dem Tal des Torstetter Baches erhob. Der Burgstall liegt im Landkreis Amberg-Sulzbach bei dem Ortsteil Etsdorf der oberpfälzischen Gemeinde Freudenberg in Bayern, Deutschland. Über die Burg ist nur wenig bekannt, erhalten haben sich von der Höhenburg nur wenige Mauerreste, sowie mehrere Wälle und Gräben, die Stelle ist heute als Bodendenkmal geschützt.
Das vom Bayerischen Landesamt für Denkmalpflege als „mittelalterlicher Burgstall“ erfasste Bodendenkmal trägt die Denkmalnummer D-3-6537-0026.

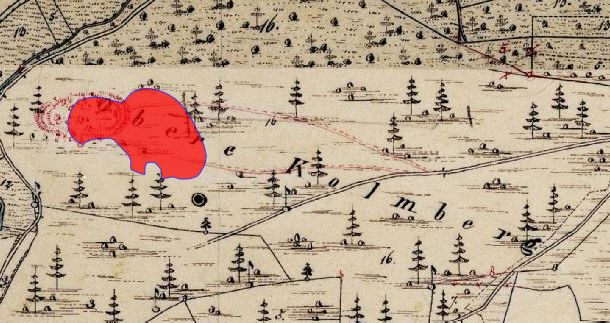
Lageplan des Burgstalls Haldenrode auf dem Urkataster von Bayern

## Beschreibung
Der Bereich der Burganlage auf der Kuppe des Bergspornes wird durch einen halbrunden Halsgraben und einem unmittelbar folgenden Wall vom angrenzenden Berg abgeschnitten. Der Graben ist vom Vorgelände aus heute noch etwa 1,80 Meter tief, die Höhendifferenz zwischen Grabensohle und Wallkamm beträgt vier Meter. Südöstlich der Anlage liegt ein späterer Steinbruch, der Teile der Außenbefestigung beschädigt hat.
Die etwa 60 mal 30 Meter große Burg teilte sich in einen etwas tiefer liegenden Vorburgbereich, der nach dem Graben folgt und sich auch im Süden des Burgstalls hinzieht, und in eine Oberburg auf der höchsten Stelle des Geländes auf. An der südlichen Geländekante der Vorburg haben sich noch mehrere Mauerreste erhalten (Titelbild), die aus grob zurechtgehauenen Steinen besteht. Auf dem Gelände der Oberburg sind mehrere Gruben sichtbar, wohl die Standorte von früheren Gebäuden, vom östlichsten haben sich Grundmauern erhalten.